# بورتو دي سانتا كروز
بلدية بورتو دي سانتا كروز (بالإسبانية: Puerto de Santa Cruz)‏، هي بلدية تقع في مقاطعة قصرش والتي تقع في منطقة إكستريمادورا، غرب إسبانيا.
يبلغ عدد سكانها 415 نسمة وفقاً لإحصائية سنة (2002).